# Stenocercus chinchaoensis
Espèce
Stenocercus chinchaoensis est une espèce de sauriens de la famille des Tropiduridae.

## Répartition
Cette espèce est endémique de la Huánuco au Pérou. Elle se rencontre entre 1 700 et 1 900 m d'altitude.

## Description
Ce reptile atteint au plus sans la queue 9 cm chez les mâles et 7 cm chez les femelles, et possède la capacité de changer de couleur du vert au gris.

## Étymologie
Son nom d'espèce, composé de chinchao et du suffixe latin -ense, « qui vit dans, qui habite », lui a été donné en référence au lieu de sa découverte, le district de Chinchao.

## Publication originale
- Venegas, Duran & Garcia-Burneo, 2013 : A new species of arboreal iguanid lizard, genus Stenocercus (Squamata: Iguania), from central Peru. Zootaxa, no 3609 (3), p. 291–301.